# Burt Dalton
Burt Dalton (...) è un effettista statunitense.
Per il suo lavoro di supervisore agli effetti visivi del film Il curioso caso di Benjamin Button ha vinto un premio Oscar ai migliori effetti speciali nel 2009. È stato candidato allo stesso premio nel 2010 per Star Trek, nel 2014 per Into Darkness - Star Trek e nel 2017 per Deepwater - Inferno sull'oceano.

## Filmografia parziale
- Sweet Dreams, regia Karel Reisz (1985)
- Il curioso caso di Benjamin Button, regia David Fincher (2009 - coordinatore effetti speciali
- Star Trek, regia J. J. Abrams (2009 - coordinatore effetti speciali
- Noah, regia di Darren Aronofsky (2014)
- Deepwater - Inferno sull'oceano, regia Peter Berg (2016 - supervisore agli effetti speciali
- Tre manifesti a Ebbing, Missouri (Three Billboards Outside Ebbing, Missouri), regia di Martin McDonagh (2017)
- Finch, regia di Miguel Sapochnik (2021)